# Province de San Román
La province de San Román (en espagnol : Provincia de San Román) est l'une des treize provinces de la région de Puno, au sud du Pérou. Son chef-lieu est la ville de Juliaca.

## Géographie
La province couvre une superficie de 2 277,63 km2. Elle est limitée au nord par la province d'Azángaro et la province de Lampa, à l'est par la province de Huancané, au sud par la province de Puno et à l'ouest par la région d'Arequipa et la région de Moquegua.

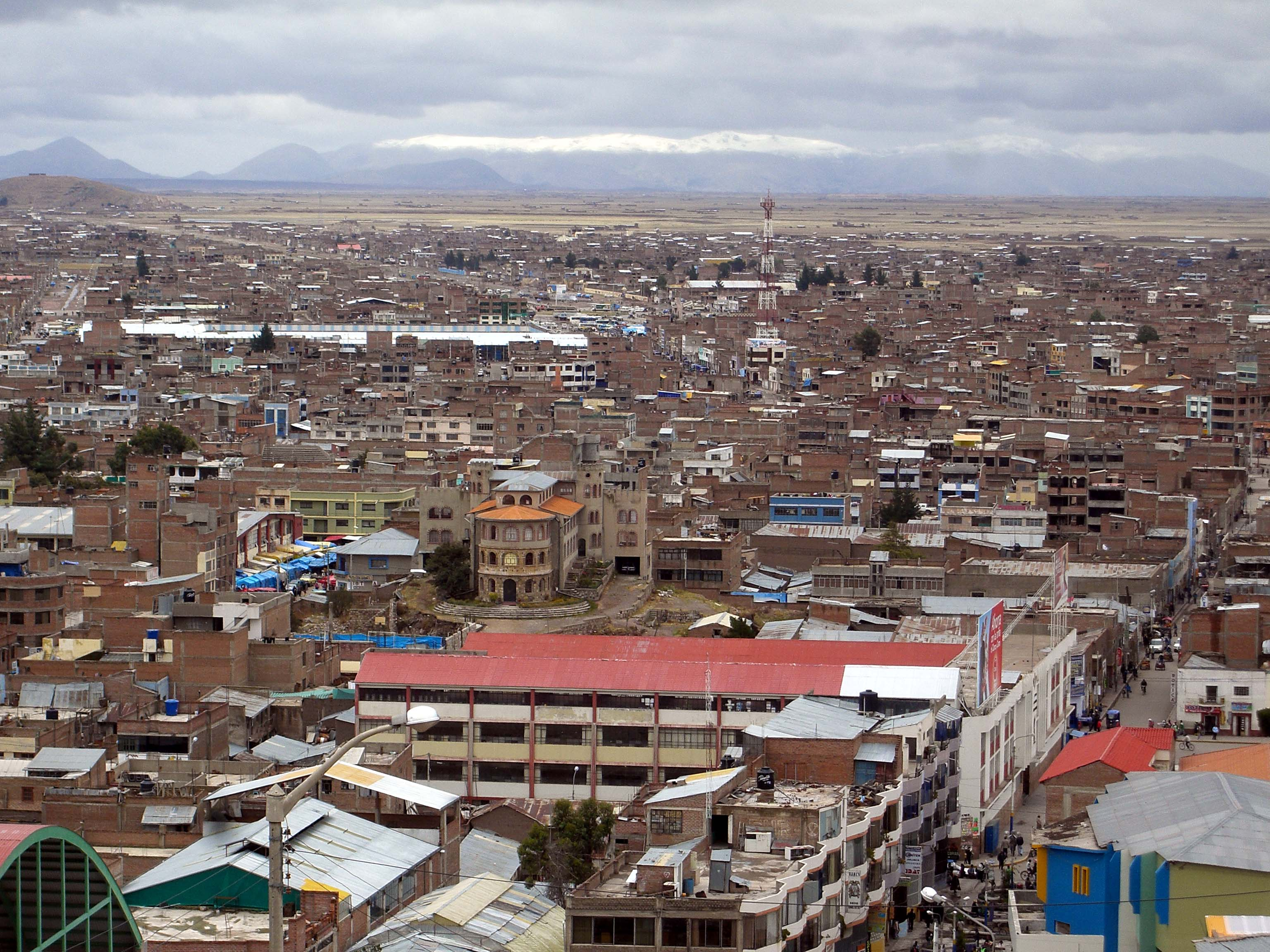
Juliaca, la capitale de la province de San Roman

## Population
La population de la province s'élevait à 236 315 habitants en 2005.

## Subdivisions
La province de San Román est divisée en quatre districts :
- Cabana
- Cabanillas
- Caracoto
- Juliaca